# Rita Moreno
Rita Moreno (Humacao, Puerto Rico, 11 december 1931) is een Puerto-Ricaans actrice. In de musical West Side Story speelde ze de rol van Anita, het meisje van de leider van de Puerto-Ricaanse straatbende de Sharks. Ze speelt deze rol met veel emotie en het lied America kreeg door haar een fellere draai.
Ze kreeg voor deze film de Academy Award voor beste vrouwelijke bijrol.
Ze speelt ook weer in de remake van deze film uit 2020. Hier is ze de bejaarde winkelierster Valentina, een rol die oorspronkelijk door een man (Doc) werd vervuld.
Van juli 1997 tot februari 2003 speelde ze 56 afleveringen lang in HBO's Oz als Sister Peter Marie Reimondo waar ze een psychiater voor de gevangenen was. Sinds 2017 speelt ze de rol van Lydia Alvarez in de Netflix-serie One Day at a Time. In 2023 was te zien in de bioscoopfilm Fast X.